# ذو الغرة الفضية
ذو الغرة الفضية (بالإنجليزية: The Adventure of Silver Blaze)‏ واحدة من 56 قصة قصيرة لشرلوك هولمز من تأليف آرثر كونان دويل، ظهرت لأول مرة بشكل منفرد في مجلة الستراند في ديسمبر 1892 قبل أن يعاد نشرها مجمعة مع باقي قصص سلسلة مذكرات شرلوك هولمز، ويعتبرها كونان دويل القصة ال13 في قائمة التي تضم أفضل 19 قصة شرلوك هولمز بالنسبة إليه.

## ملخص القصة
الجواد سلفر بليز (أي ذو الغرة الفضية) من سلالة السومومي له سجل رائع في تاريخ سباقات الأحصنة وكان المرشح الأول للفوز بكاس ويسكس، لكن الحصان يختفي فجأة ويتم قتل مدربه جون ستراكر، فيطلب مالك الحصان، الكولونيل روس، المساعدة من شرلوك هولمز الذي يجيب الطلب ويتجه رفقة صديقه واطسون إلى دارتمور اين يقع الإسطبل الكولونيل روس.تتجه جميع اصابع الاتهام نحو فيتزوري سبمسون شاب من لندن، لكن هولمز يبدو غير مقتنع بذلك ويباشر تحقيقاته.
يكتشف هولمز حقيقة الامر في النهاية، حيث ان جون ستراكر كان يحاول اغواء امرأة من لندن ولأجل ذلك حاول جمع قدر من المال، فقام بالرهان على أحد الاحصنة، لكنه لما علم ان الجواد سلفر بليز هو الاوفر حظا بالفوز قرر الاعتداء عليه لمنعه من المشاركة بالسباق وخلال فعله لذلك قام الحصان بتوجيه ضربة مميتة له.

## الاقتباس
- اقتبس فيلم قصير من القصة عام 1923 من بطولة ايلي نوروود بدور هولمز وكان جزءا من سلسلة الافلام المعنونة ب«مغامرات شرلوك هولمز».
- اقتبس فيلم بريطاني من القصة عام 1937 من بطولة ارثر وونتر بدور هولمز .
- تم اقتباس فيلم بريطاني-كندي من القصة عام 1977 من بطولة كريستوفر بلومبر بدور هولمز.
- تم اقتباس إحدى حلقات مسلسل شرلوك هولمز من القصة عام 1988 من بطولة جيرمي برات بدور هولمز.[1] المسلسل عرض على قناة ITV البريطانية بين عامي 1984 و1994.

## الترجمة العربية
ذو الغرة الفضية، دار الأجيال للترجمة والنشر.

## روابط خارجية
- القصة كاملة في ويكي مصدر (الترجمة الإنجليزية).
- القصة مجانا مرفقة بالرسومات الأصلية (باللغة الفرنسية).
- معلومات حول الفيلم المقتبس من القصة عام 1937 في ويكيبيديا الإنجليزية (باللغة الإنجليزية). [الإنجليزية]
- معلومات حول الفيلم المقتبس من القصة عام 1977 في ويكيبيديا الإنجليزية (باللغة الإنجليزية). [الإنجليزية]